# 동물보호주의
동물 보호주의(動物保護主義)은 비인간 동물의 이익의 추구의 증가를 지지하는 동물권리보호설 내에 위치한다. 이것은 폐지론과 대조되며, 그 동물이 어떻게 대해지던간에, 인간은 동물을 이용할만한 윤리상의 권리나 법적권리가 없다는 입장이다. 동물권리 보호론자들은, '"동물의 고통이 통제된다는 전제하에  음식, 의류, 오락, 그리고 실험에서 사용될 수 있다"는 동물권리 보호기준이 윤리적, 정치적으로 불합격이며, 이러한 철학은 조정될 수 있다'고 말하는 폐지론자들과 동의한다.

## 같이 보기
- 동물권
- 동물복지
- 보전생물학
- 도쿠가와 쓰나요시